# Patrick Schönbach
Patrick Schönbach (* 1971) ist ein deutscher Musikwissenschaftler, Komponist und Toningenieur.
Schönbach studierte Musikwissenschaft an der Universität Würzburg bei Wolfgang Osthoff, Martin Just und Ulrich Konrad sowie Musiktheorie an der Hochschule für Musik Würzburg bei Ulrich Schultheiss. Entscheidende Anregungen erhielt er von Zsolt Gárdonyi. Er ergänzte seine Ausbildung zum zertifizierten Audio Engineer. 2017 wurde er mit der Fantasie für Orgel über den Choral „Ein feste Burg ist unser Gott“ Preisträger des Kompositionswettbewerbs „500 Jahre Reformation“.

## Werke
- Choralbearbeitung „Nun danket alle Gott“. Verlag „Buch und Note“ 2014
- Toccata über „Christ ist erstanden“ 2009[3]
- Trauermusik. Verlag „Buch und Note“ 2009
- Triptychon über „Morgenglanz der Ewigkeit“. Verlag „Buch und Note“ 2009
- Zwei Visionen. Are-Musik Mainz 2010
- Fantasie für Orgel über den Choral „Ein feste Burg ist unser Gott“